# Culver City (métro de Los Angeles)
Pour l’article homonyme, voir Culver City.
Culver City est une station du métro de Los Angeles desservie par les rames de la ligne E et située à Culver City près de Los Angeles en Californie.

## Situation sur le réseau
Station en surface du métro de Los Angeles, Culver City est située sur la ligne E dans le quadrilatère formé par Venice Boulevard au nord, National Boulevard à l'est, Washington Boulevard au sud et Robertson Boulevard à l'ouest dans la ville de Culver City située au sud-ouest de Downtown Los Angeles.

## Histoire
En service de 1875 à 1953 en tant que gare des réseaux de chemin de fer Los Angeles and Independance et Pacific Electric, la station Culver City est remise en service le 20 juin 2012, lors de l'ouverture de la ligne E. Auparavant, la station était nommée Ivy puis Culver Jonction.
Entre le 20 juin 2012 et le 20 mai 2016, la station constitue le terminus ouest de la ligne E, avant que celle-ci ne soit prolongée de plusieurs stations vers Santa Monica, dans le cadre de la phase 2 des travaux de construction de la ligne.

## Services aux voyageurs

### Accès et accueil

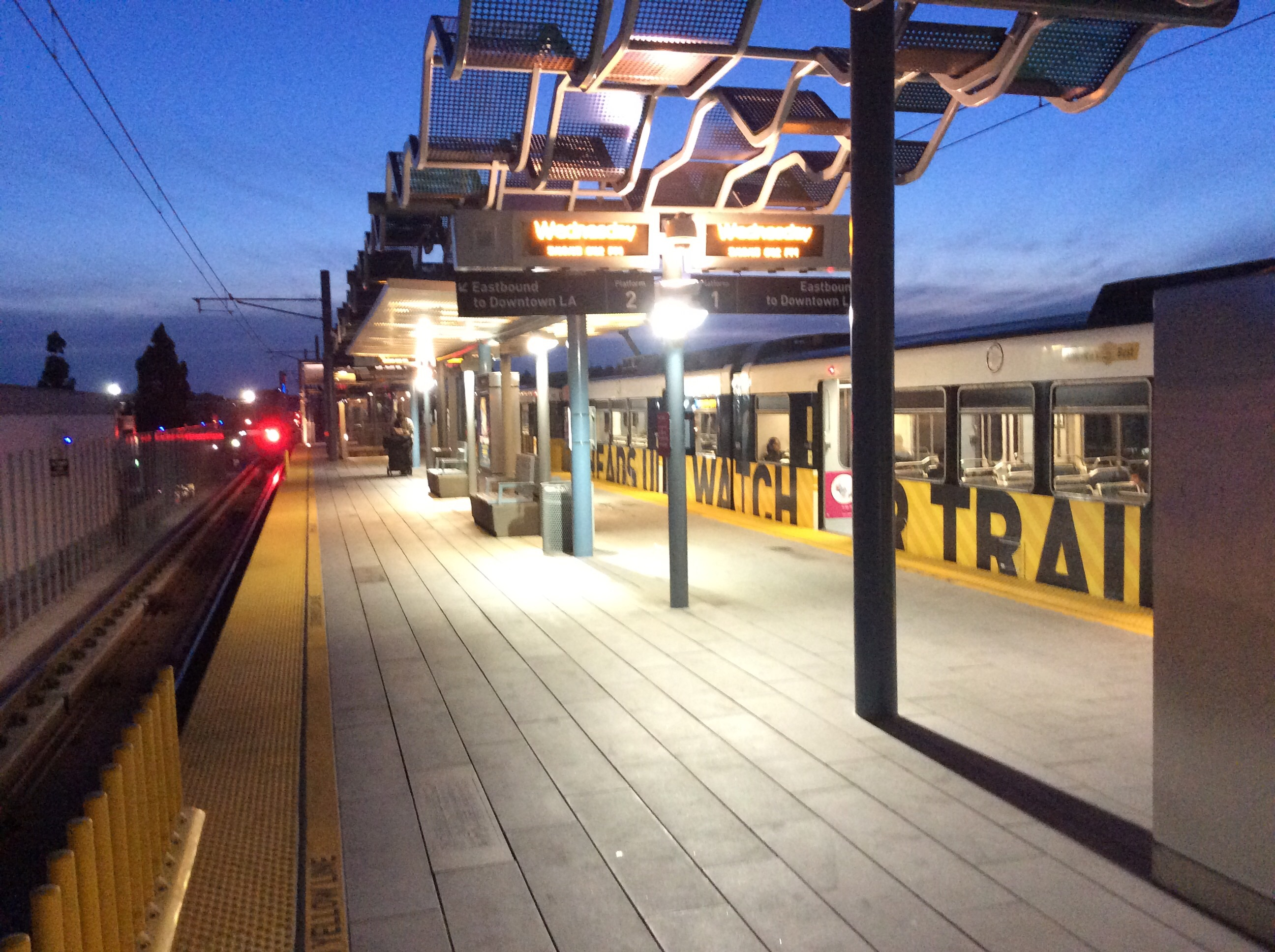
Quai central à la tombée de la nuit.
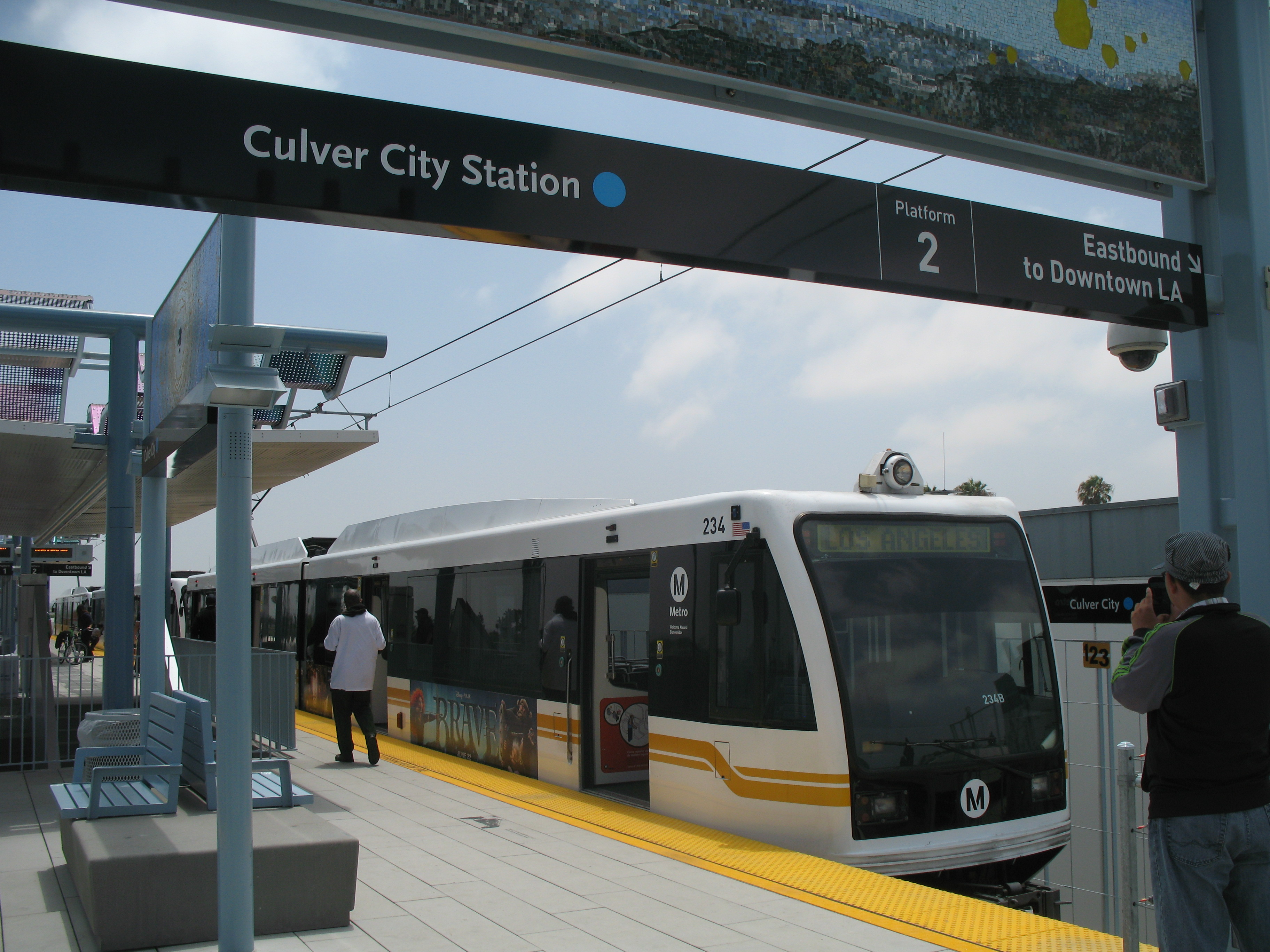
Train en direction de 7th Street.

### Desserte
Culver City est desservie par les rames de la ligne E du métro.

### Intermodalité
La station est desservie par les lignes d'autobus 17, 33 et 733 de Metro, les lignes 1 et 7 de Culver City Bus (en), la ligne 437 de LADOT Commuter Express (en) et les lignes 12 et Rapid 12 de Big Blue Bus (en).

## Architecture et œuvres d'art
Des mosaïques de l'artiste Tom Laduke ornent la station, celles-ci combinent des motifs abstraits, tels des cercles concentriques à des images, telles une vue sur le panorama angelin,.